# Første franske kejserrige
Det første franske kejserrige (1804-1814) og (marts-juli 1815) var en dominerende magt i det kontinentale Europa i begyndelsen af det 19. århundrede.
Da Napoleon blev de franskes kejser den 18. maj 1804, sluttede republikken. Napoleon slog Østrig, Preussen, Rusland, Portugal og deres allierede bl.a. i Slaget ved Austerlitz (1805) og Slaget ved Friedland (1807).
Freden i Tilsit i juli 1807 sluttede flere års blodudgydelser på kontinentet.
De senere krige kaldes Napoleonskrigene. De udvidede fransk indflydelse i store dele af Vesteuropa og i Polen. Det franske imperium havde på sit højeste i 1812 130 departementer, regerede over 44 millioner mennesker, havde garnisoner i Tyskland, Italien, Spanien og hertugdømmet Warszawa og kunne regne Preussen og Østrig som allierede. De mange franske sejre i begyndelsen af krigen betød udbredelse af ideerne fra den franske revolution til hele Europa: Afskaffelsen af aristokratiske privilegier undtagen i Polen, indførelsen af Code Napoléon over store dele af kontinentet, øget juridisk ligestilling, indførelse af juryer og legalisering af skilsmisse. Napoleon satte sine slægtninge på flere europæiske troner og gav dem adelige titler.
De franske tab i den iberiske krig på den Iberiske Halvø svækkede imperiet alvorligt; efter sejren over det østrigske kejserrige i krigen mod den femte koalition (1809) beordrede Napoleon i 1812 over 600.000 mand til at angribe Rusland. Resultatet var en katastrofe. Efter krigen mod den sjette koalition blev de franske tropper fordrevet fra Tyskland i 1813.
Napoleon abdicerede i 1814. Kejserdømmet blev genoprettet i de hundrede dage i 1815 til Napoleons nederlag i slaget ved Waterloo. Det blev fulgt af det restaurerede monarki af
Bourbonmonarkiet.